# Ellen Kuzwayo
Nnoseng Ellen Kuzwayo (née Nnoseng Ellen Serasengwe le 29 juin 1914 à Thaba 'Nchu et morte le 19 avril 2006) est une femme de lettres et une femme politique sud-africaine,  militante anti-apartheid et pour les droits des femmes. Élue lors des premières élections multiraciales post-apartheid, elle fut membre de l'assemblée nationale du parlement de 1994 à 1999 sous les couleurs du congrès national africain. Son autobiographie a reçu en 1985 le prix littéraire de la Central News Agency (CNA Prize), un important prix sud-africain, alors pour la première fois décerné à une femme sud-africaine noire.

## Biographie
Elle est née le 29 juin 1914, à Thaba 'Nchu, dans un état indigène inclus au sein de l'État libre d'Orange, une ancienne république boer qui était devenue en 1910 l'une des 4 provinces de l'union d'Afrique du Sud. 
La famille de son père est une famille d'enseignants. Son grand-père maternel a été diplômé d'un collège missionnaire et directeur d'une école multi-raciale pour les garçons. La famille de sa mère était propriétaire d’une ferme, dans cette région agricole, depuis plus d’un siècle,. Elle est notamment élève à l’école Lovedale (en). À 22 ans, elle assiste à des conférences locales du Congrès national africain (ANC) avec son père. 
Ellen Serasengwe devient enseignante en 1938. Dans les années 1940, elle participe à la création au côté de Nelson Mandela, Walter Sisulu et d'Oliver Tambo, de la Ligue de jeunesse du Congrès national africain (l’African National Congress Youth League)  et en devient la secrétaire,. En 1947, elle est déshéritée de la ferme familiale, à la suite de la mise en place d'une nouvelle législation. 
En 1950, elle se marie avec Godfrey Kuzwago. 
En 1951, elle interprète un petit rôle dans un film consacré à l'injustice en Afrique du Sud, Cry, the Beloved Country, (Pleure, ô pays bien-aimé), de Zoltan Korda, avec Sidney Poitier. Le film est une adaptation cinématographique du roman de même nom de l'écrivain et homme politique sud-africain Alan Paton. Dans ce film, elle joue la propriétaire d'une taverne illégale de Soweto. 
En 1952, elle décide de démissionner de son poste d’enseignante à la suite des « Bantu Authorities Act »  qui accélèrent encore la mise en place d’une politique de ségrégation raciale. Ellen Kuzwayo devient alors une travailleuse sociale, bien connue à Soweto, avec un salaire du département du travail social de l'université du Witwatersrand située à Johannesbourg. 
En 1969, elle devient secrétaire générale du Young Women's Christian Association, puis rejoint le Mouvement de conscience noire de Steve Biko quelques années plus tard. Après les émeutes et le massacre d'étudiants de Soweto en 1976, elle est arrêtée et passe cinq mois en détention (1977). Son autobiographie, Call Me Woman [Femme et Noire en Afrique du Sud] publiée en 1985, alors que les principales lois de l'apartheid sont toujours en vigueur, marque les esprits par son style direct, son expression du sentiment d'injustice des «populations de couleur» et son intérêt historique. Elle reçoit le prix littéraire de la Central News Agency (CNA Prize). Ce prix est ainsi pour la première fois décerné à une femme sud-africaine noire,.
La libération de Nelson Mandela  en février 1990, et les négociations pour une transition vers une démocratie multi-raciale créent cependant un grand espoir. 
En 1994, elle est élue députée à l'âge de 79 ans lors des premières élections législatives non raciales au suffrage universel. Elle reste député durant cinq ans. 
Elle meurt en 2006, à l’âge de 91 ans, à Soweto.

## Hommages
En 2011, un prix « Ellen Kuzwayo Council » est créé par l'université de Johannesbourg. Il vise à récompenser les "contributions exceptionnelles" faites par des individus sur une période prolongée, au-delà des limites de l'enseignement et de la recherche, pour promouvoir le bien-être du secteur de l'enseignement supérieur, et de la société sur les questions d'intérêt pour l'université.

## Publications
- 1985 : Call Me Woman, autobiographie[8],[3].
- 1990 : Sit Down and Listen, recueil de nouvelles[8].
- 1998 : African Wisdom : a personal collection of  Setowana Proverbs , recueil de proverbes, texte en anglais et en tswana [6].

## Publication en français
- 1987 : Femme et noire en Afrique du Sud, traduction de l’autobiographie Call Me Woman, par Hélène Dumas, Paris, Éditions Robert Laffont [8],[3].